# 三一電視台
三一電視台（英語：Trinity Broadcasting Network），簡稱TBN，是一家美國基督教電視台，1973年成立。